# STS-30
A STS-30 foi uma missão da NASA com o ônibus espacial Atlantis. Esta foi a 29ª missão com um ônibus espacial, e o quarto voo do Atlantis. Ela levou a bordo a sonda Magellan, que foi enviada para Vênus.

## Tripulação
| Posição                  | Astronautas    |
| ------------------------ | -------------- |
| Comandante               | David Walker   |
| Piloto                   | Ronald Grabe   |
| Especialista de missão 1 | Norman Thagard |
| Especialista de missão 2 | Mark Lee       |
| Especialista de missão 3 | Mary Cleave    |

## Hora de acordar
- 2° Dia: Shake, Rattle and Roll, de Big Joe Turner (seria ouvida na STS-51-L.)
- 3° Dia: Three Steps to Heaven, de Eddie Cochran (seria ouvida na STS-51-L.)
- 4° Dia: Get Up, Stand Up, de Bob Marley.

## Principais fatos
O ônibus espacial Atlantis decolou da plataforma B do complexo de lançamento 39, no Centro Espacial John F. Kennedy, às 2:47 p.m. EDT de 4 de maio de 1989. A carga primária, a sonda Magellan, junto com seu Estágio Superior Inercial (IUS), foi lançada com sucesso posteriormente no mesmo dia. A STS-30 foi a primeira missão planetária norte-americana em 11 anos. Este foi o quarto voo do Atlantis, e a vigésima nona missão a utilizar um ônibus espacial.
O lançamento havia sido agendado originalmente para 28 de abril, o primeiro dia do período de 31 dias quando a Terra e Vênus estão propriamente alinhados. Porém a decolagem foi interrompida em T-31 segundos devido a um problema com a bomba de recirculação de hidrogênio líquido no motor principal no. 1 e a uma rachadura na linha entre o ônibus espacial e o tanque externo. Na nova data de lançamento, 4 de maio, o lançamento foi atrasado até os cinco minutos finais da janela de lançamento devido a uma grande quantidade de nuvens e ventos excessivo na Shuttle Landing Facility (SLF) do Centro Espacial Kennedy. Boa condições de tempo são necessárias no SLF no caso de uma Abortagem com Retorno ao Local de Lançamento (RTLS) no começo do voo.
O único grande problema de enfrentado durante o voo ocorreu em 7 de maio, com a falha de um dos quatro computadores de propósito geral programados para operar o veículo. O grupo substituiu o computador, parte de um conjunto redundante, por uma unidade de backup. Esta foi a primeira vez em que um computador foi trocado em órbita. Isto não teve nenhum impacto na segurança do grupo nos objetivos primários da missão, apesar de algumas das atividades envolvidas em alguns experimentos tiveram que ser canceladas enquanto o grupo trocava o computador. Também não houve nenhum impacto na missão quando um dos três propulsores do Sistema de Manobra Orbital (OMS) do Atlantis falhou durante a ascendência.
O grupo da STS-30 passou por alguns problemas menores. Uma câmera Hasselblad utilizada para fotografar alguns locais da Terra teve que ser guardada pelo resto da missão após uma falha no terceiro dia da missão. O Sistema de Textos e Gráficos (TAGS), um dispositivo para enviar imagens e gráficos do ônibus espacial para o Controle de Missão, teve que ser desligado no segundo dia da missão devido um problema com os papéis.
O comandante Walker e o Piloto Grabe tiveram problemas com um dispositivo utilizado para a medição da pressão venosa para determinar os efeitos da microgravidade no sistema cardiovascular. Ao final do segundo dia no espaço, o sistema de dispensa de água apresentou um mau funcionamento, gerando algumas dificuldades para que o grupo prepara-se suas refeições.
O grupo terminou seu voo de quatro dias com uma aterrissagem na pista 22, na Base Aérea de Edwards, na Califórnia, em 8 de maio de 1989, às 3:43 EDT. Minutos antes da aterrissagem, a pista teve que ser mudada, da 17 para a 22, devidos aos ventos. O tempo de duração da missão foi de 4 dias, e 56 minutos.

## Carga e experimentos

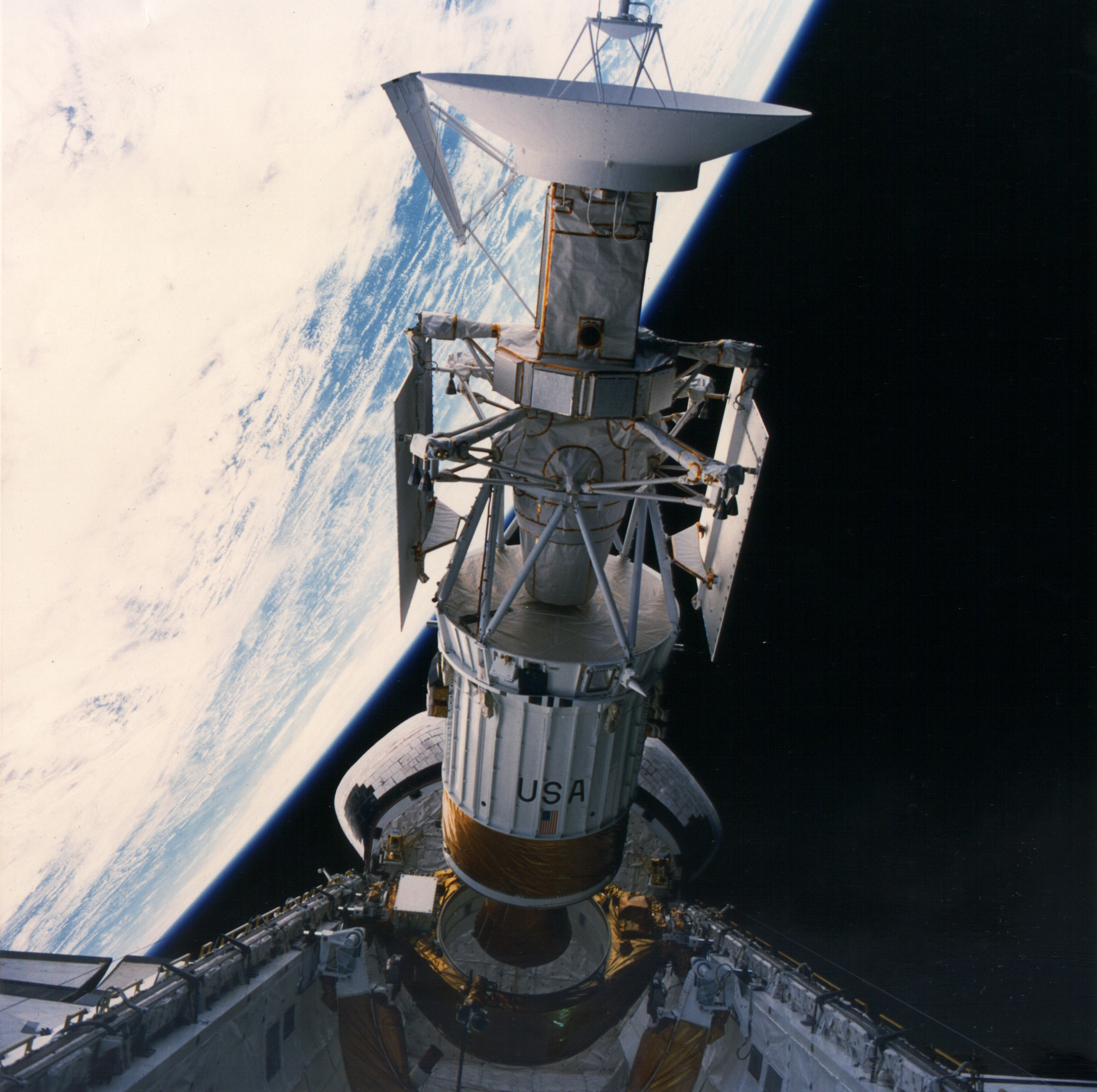
A sonda Magellan na Atlantis, pronta para ser lançada na órbita para Vênus.

A sonda Magellan foi lançada do compartimento de cargas com 6 horas e 14 minutos de missão. Duas queimas de propulsão do IUS colocaram a nave em sua trajetória a Vênus cerca de uma hora depois, a Magellan chegou em Vênus em agosto de 1990 e começou sua missão de 243 dias de mapeamento da superfície do planeta por radar.
Três experimentos no meio da nave foram incluídos na missão. Todos haviam voado anteriormente, O especialista da missão Cleave utilizou um laptop portátil para operar e monitores o Aparato de Experimento de Fluidos (FEA). Uma câmera de 8-milímetros voou pela primeira vez em um ônibus espacial provendo ao grupo a oportunidade de gravar e enviar atividades no voo como o FEA, que era uma parceria entre a Rockwell International e a NASA.
As câmeras do compartimento de carga foram utilizadas para gravar sistemas de tempestades como parte do Mesoscale Lightning Experiment. A Atlantis foi utilizada como um alvo de calibração para um terceiro experimento envolvendo sensores eletro-óticos localizados na Air Force Maui Optical Station, no Havaí.